# Bonāb (kommunhuvudort i Iran)
Bonāb (persiska: بناب) är en kommunhuvudort i Iran.   Den ligger i provinsen Östazarbaijan, i den nordvästra delen av landet, 500 km väster om huvudstaden Teheran. Bonāb ligger 1 288 meter över havet och antalet invånare är 80 359.
Terrängen runt Bonāb är platt västerut, men österut är den kuperad. Terrängen runt Bonāb sluttar västerut.Runt Bonāb är det ganska tätbefolkat, med 90 invånare per kvadratkilometer. Närmaste större samhälle är Marāgheh, 17,1 km öster om Bonāb. Trakten runt Bonāb består i huvudsak av gräsmarker.